# Tepetla, Zacatlán
Tepetla är en ort i Mexiko.   Den ligger i kommunen Zacatlán och delstaten Puebla, i den sydöstra delen av landet, 140 km nordost om huvudstaden Mexico City. Tepetla ligger 1 599 meter över havet och antalet invånare är 127.
Terrängen runt Tepetla är huvudsakligen kuperad, men västerut är den bergig. Runt Tepetla är det ganska tätbefolkat, med 160 invånare per kvadratkilometer. Närmaste större samhälle är Huauchinango, 17,3 km nordväst om Tepetla. Omgivningarna runt Tepetla är en mosaik av jordbruksmark och naturlig växtlighet.